# Perdiguera
Perdiguera es un municipio y localidad española de la Comarca de Los Monegros, en la comunidad autónoma de Aragón. El término municipal tiene una población de 544 habitantes (INE 2024). Está a una altitud de 474 m sobre el nivel del mar y dista unos 25 km de Zaragoza. En el término de Perdiguera se han hallado restos de época romana. Destaca su casa consistorial, el conjunto de su iglesia parroquial y la ermita de San José con una interesante muestra de yeserías barrocas con motivos de tradición mudéjar.

## Toponimia
Perdiguera se compone de Perdi- que deriva de perdiz y del sufijo -era. Haciendo referencia a la abundancia de perdices, ya que el sufijo -era, del aragonés, indica un conjunto de algo en cantidad, en un lugar o territorio.
Según Bienvenido Mascaray el sufijo -era podría derivar de dialectos altoaragoneses y este a su vez del sufijo -ena o -enna que vendría de una voz ibérica prerromana conectada con el euskera. Que vendría a significar lo mismo, haciendo alusión a poseer mucha cantidad o abundancia de algo.
Además, dentro de los topónimos de los Monegros, el sufijo -era o -ena aparece de forma habitual, como es el caso de Leciñena o Sariñena.

## Geografía

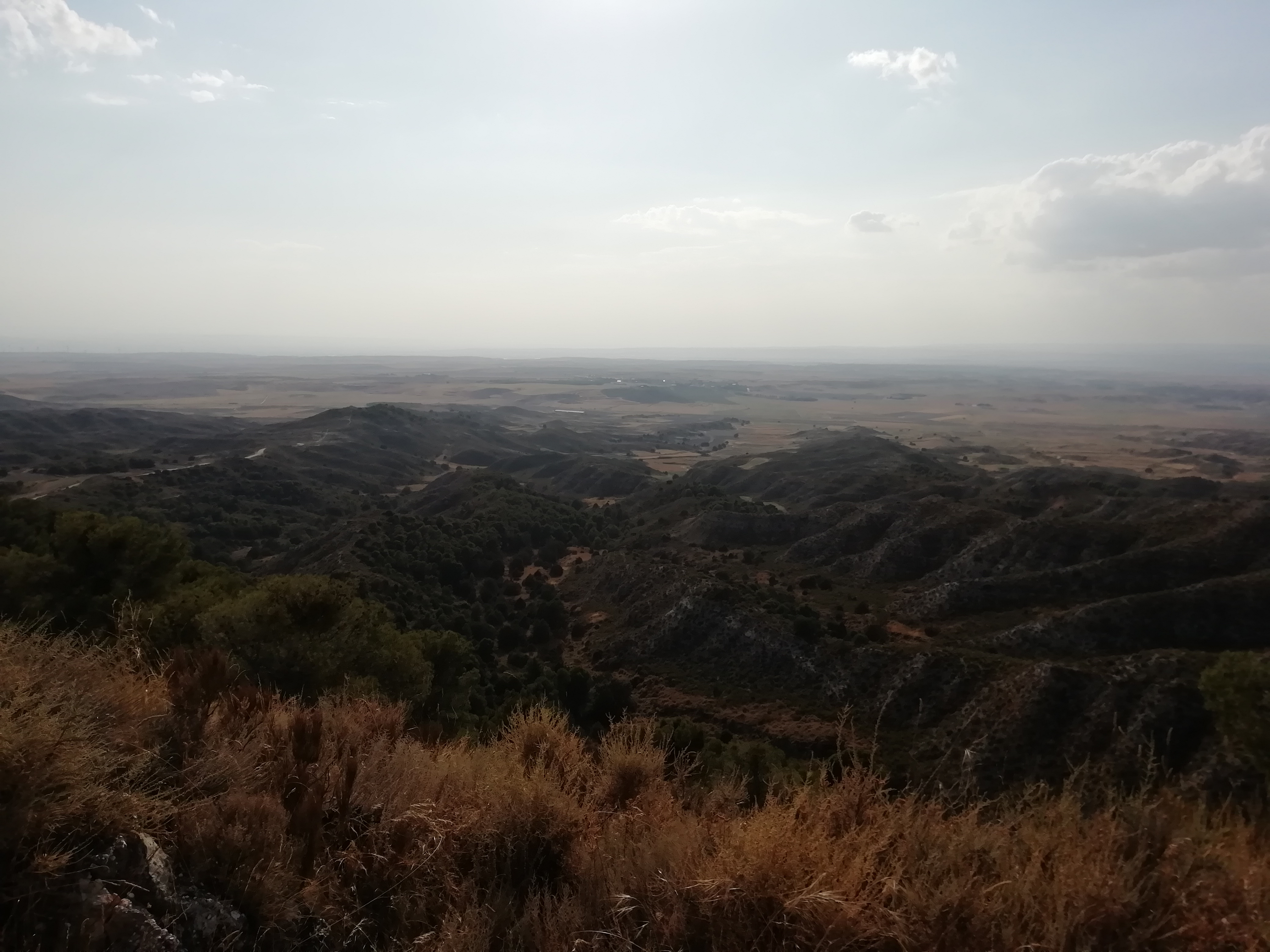
Vista de la sierra de Alcubierre en el término de Perdiguera.

Perdiguera se encuentra a los pies de la sierra de Alcubierre y comprende la cima de Monte Oscuro (824 m) junto con Farlete. Siendo el segundo punto más alto de la serranía por detrás de la cima de San Caprasio (834 m).

## Historia
Aunque no se conoce a ciencia cierta el origen de esta población, en su término se han hallado restos de época romana. Por otro lado, existen pruebas documentadas de su existencia en la Edad Media, ya que en el Fuego de 1495, Perdiguera aparece como un barrio de Zaragoza. El 24 de enero de 1809 tuvo lugar en sus inmediaciones la Batalla del Llano, en la que numerosos vecinos del pueblo tomaron parte,siendo el pueblo saqueado por las tropas napoleónicas, cuya población tuvo que huir a las ermitas cercanas refugiándose en ellas durante los meses de invierno de 1809. Como testimonio de su historia se puede visitar en Perdiguera la iglesia de la Asunción, del siglo XV, ampliada en el siglo XVI; las ermitas de Santa Engracia y de Santa Cruz, gótico cisterciense de los siglos XII y XIII; y la ermita barroca de San José del siglo XVII. Es asimismo de interés la Casa Consistorial, edificio diseñado por Félix Navarro en 1880.
En 1925, durante dos meses, ejerció su ministerio en la parroquia de Perdiguera Josemaría Escrivá de Balaguer, entonces joven sacerdote, en calidad de regente de la parroquia, siendo este su primer encargo pastoral. Actualmente una placa en la iglesia recuerda este hecho.

## Demografía
Perdiguera cuenta con una población de 544 habitantes (INE 2024).
| Gráfica de evolución demográfica de Perdiguera entre 1842 y 2021                                                    |
| |
| Población de derecho según los censos de población del INE Población de hecho según los censos de población del INE |

En el fogaje de 1495 Perdiguera contaba con 62 fuegos y 34 familias o apellidos distintos.La familia Casterlianas (Castelreanas) es de las más antiguas, pues ya se documenta en Farlete en el año 1383,y en Perdiguera desde mediados del siglo XV. Posteriormente, se asentarían en el pueblo otras familias, como los Escuer en torno a 1585 (infanzones procedentes de Lanaja y originarios de Tramacastilla de Tena), o los Arruego en 1736 (procedentes de la vecina Leciñena y también infanzones originarios de Panticosa). A principios del siglo XIX se documentan en Perdiguera 62 vecinos o casas, es decir, entre 250-300 habitantes, estando las principales familias enlazadas entre sí.

## Administración y política
| Período   | Alcalde                      | Partido |  |
| --------- | ---------------------------- | ------- |  |
| 1979-1983 | Juan Ignacio Herrando Arruga | PSOE    |  |
| 1983-1987 |                              | PAR     |  |
| 1987-1991 |                              | PAR     |  |
| 1991-1995 |                              | PAR     |  |
| 1995-1999 |                              | PAR     |  |
| 1999-2003 |                              | PAR     |  |
| 2003-2007 |                              | PAR     |  |
| 2007-2011 | José Manuel Usón Alcubierre  | PP      |  |
| 2011-2015 | José Manuel Usón Alcubierre  | PP      |  |
| 2015-2019 | José Manuel Usón Alcubierre  | PP      |  |
| 2019-2023 | José Manuel Usón Alcubierre  | PP      |  |

| Partido político    | Partido político                                   | 2003   | 2007   | 2011   | 2015   | 2019   |
| Partido político    | Partido político                                   | Ediles | Ediles | Ediles | Ediles | Ediles |
|                     | Partido Popular de Aragón (PP)                     | 0      | 3      | 5      | 6      | 6      |
|                     | Partido de los Socialistas de Aragón (PSOE-Aragón) | 2      | 2      | 1      | 1      | 1      |
|                     | Partido Aragonés (PAR)                             | 5      | 2      | 1      | —      | —      |
|                     | Chunta Aragonesista (CHA)                          | 0      | 0      | 0      | —      | —      |
| Total de concejales | Total de concejales                                | 7      | 7      | 7      | 7      | 7      |

## Patrimonio

### Iglesia de Nuestra Señora de la Asunción
La iglesia de la Asunción de Nuestra Señora fue levantada en varias fases constructivas. El edificio original se levantó en 1496 por el maestre Alonso Lesmes sobre una sola nave de tres tramos y cabecera poligonal de cinco lados cubiertos con bóvedas de crucería. En el siglo XVI se amplió la iglesia con la construcción de las capillas laterales y de la galería superior, además de levantarse la torre campanario.
En el exterior muestra un potente volumen unitario en el que destaca la bella portada gótica en arco apuntado, situada en el hastial occidental y datada en el siglo XV, así como la profusa decoración en ladrillo resaltado de tradición mudéjar a base de frisos de esquinillas a tresbolillo y paños de rombos, llevada a cabo en el siglo XVI; de esta etapa data la galería corrida de arcos de medio punto doblados.
La torre constituye un ejemplar mudéjar tardío y peculiar. De planta cuadrada, consta de dos cuerpos elevados sobre un basamento, de una fábrica anterior, de argamasa y mampostería de yeso. El primer cuerpo, de paramentos lisos, presenta dos bandas de esquinillas y un friso de cruces de múltiples brazos formando rombos, sobre el que se disponen dos vanos en arco de medio punto por cada lado de la torre; el segundo cuerpo o cuerpo de campanas muestra, en cada lado, tres arcos de medio punto recuadrados de influencia toledana. 
La torre posee un remate octogonal añadido en el siglo XX que desvirtúa, en gran medida la volumetría del conjunto. Su estructura interna ha sido modificada y transformada. Además, el atrio que da acceso al interior de la iglesia y que protege su portada gótica, también es un añadido del siglo XX

La iglesia posee un Museo Parroquial donde se exponen diversos objetos litúrgicos y piezas de arte sacro.

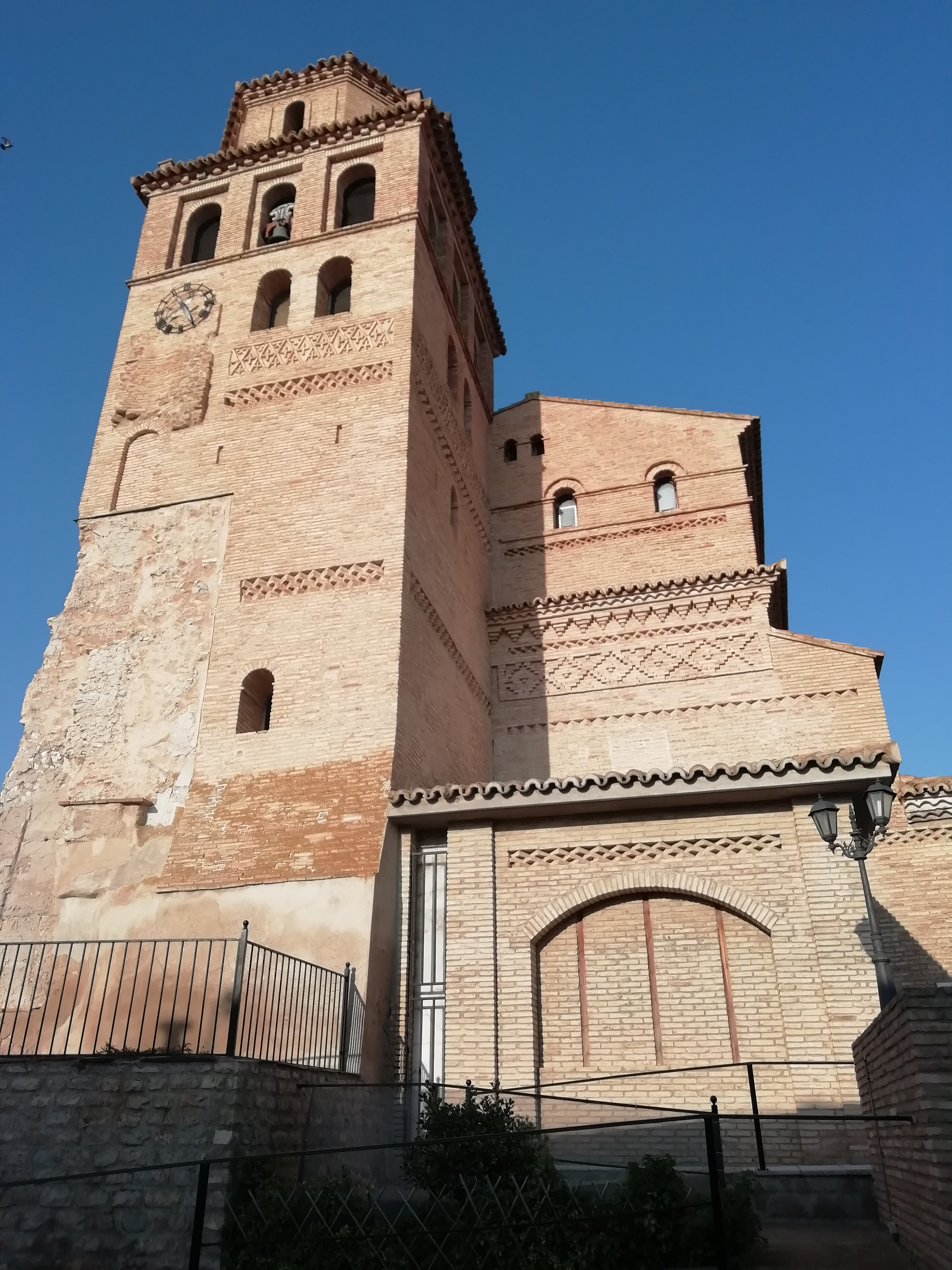
Torre mudéjar de la iglesia de Perdiguera.
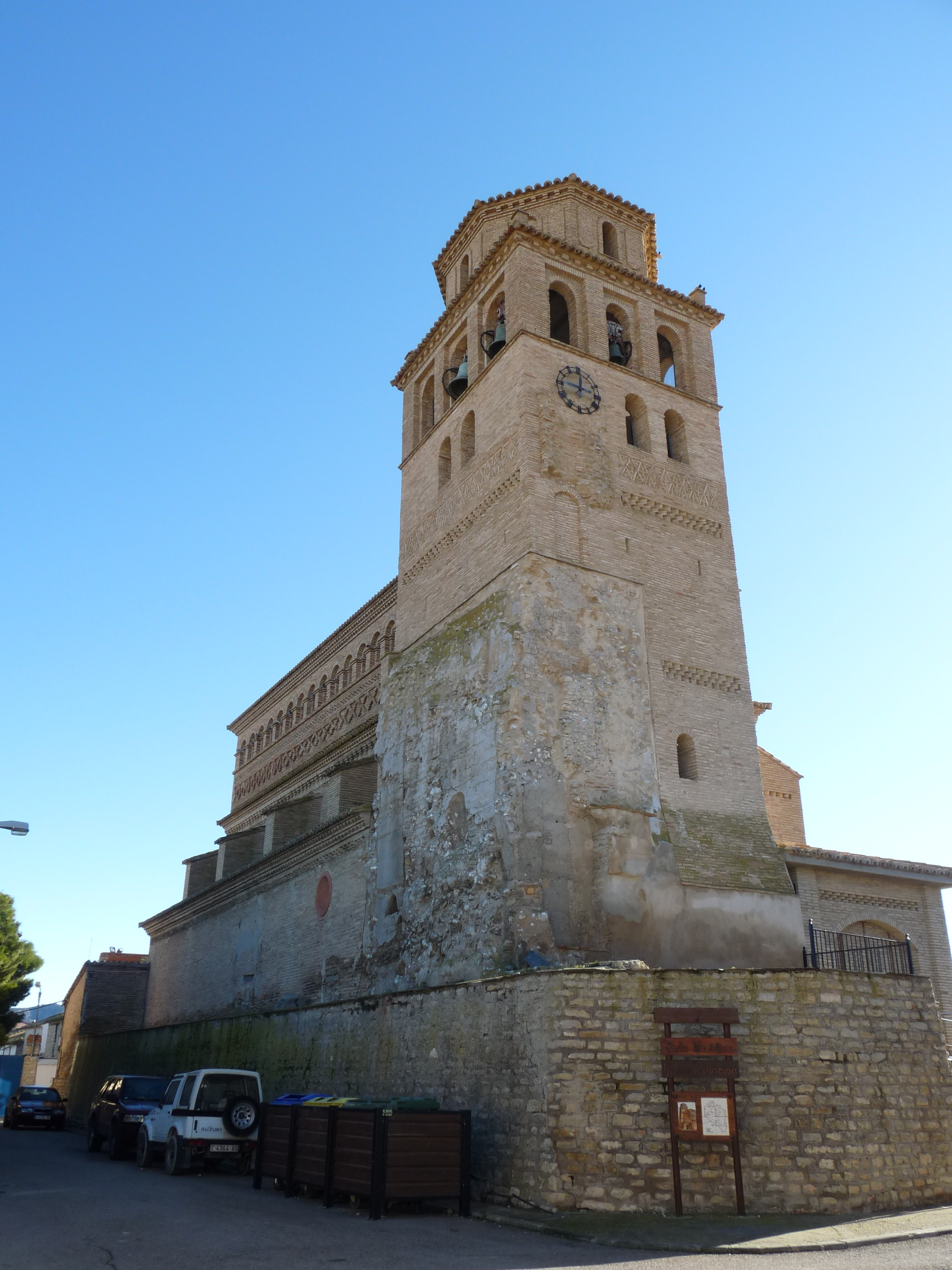
Iglesia de Perdiguera.
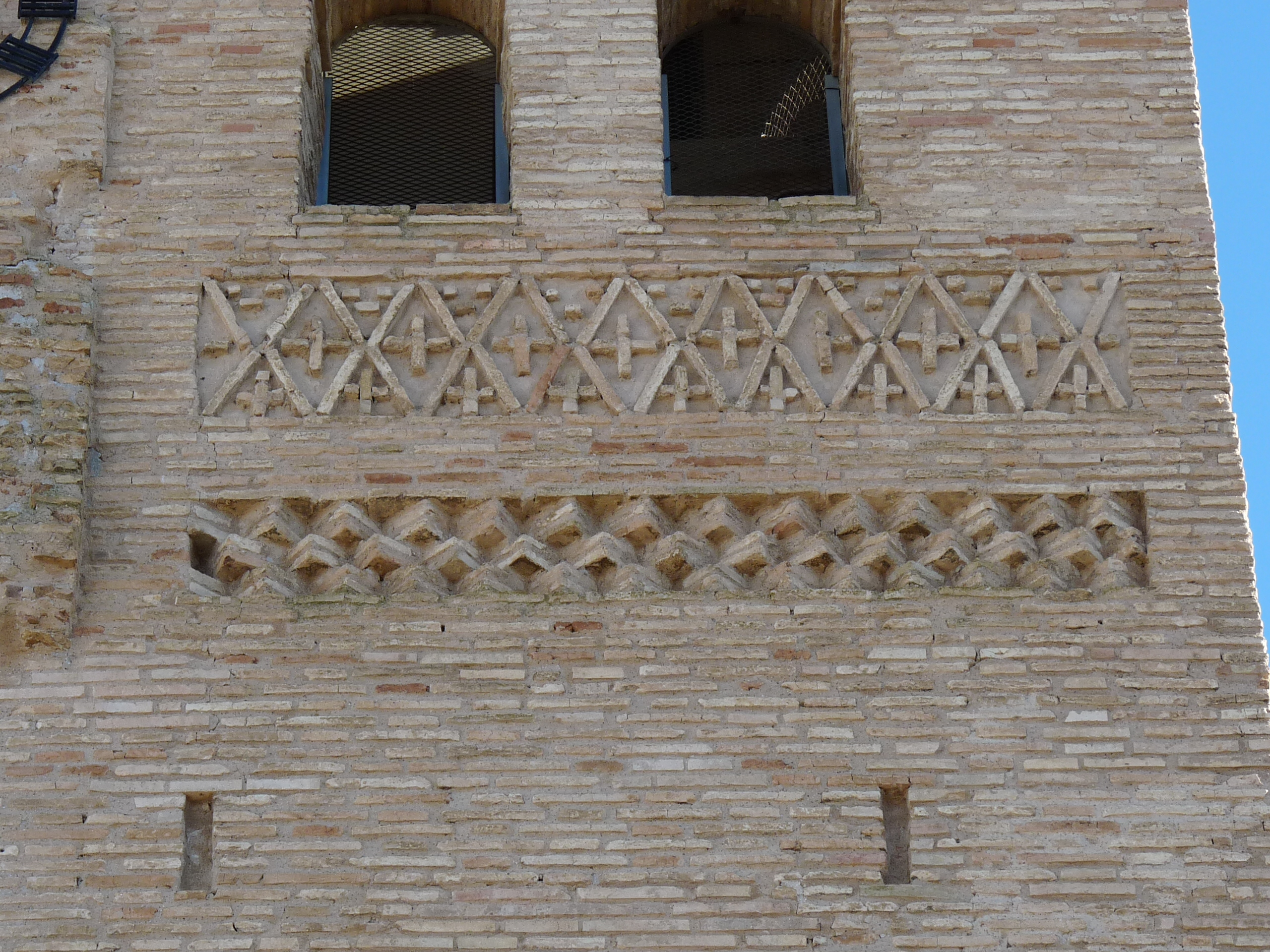
Detalle de la torre de la iglesia de Perdiguera.
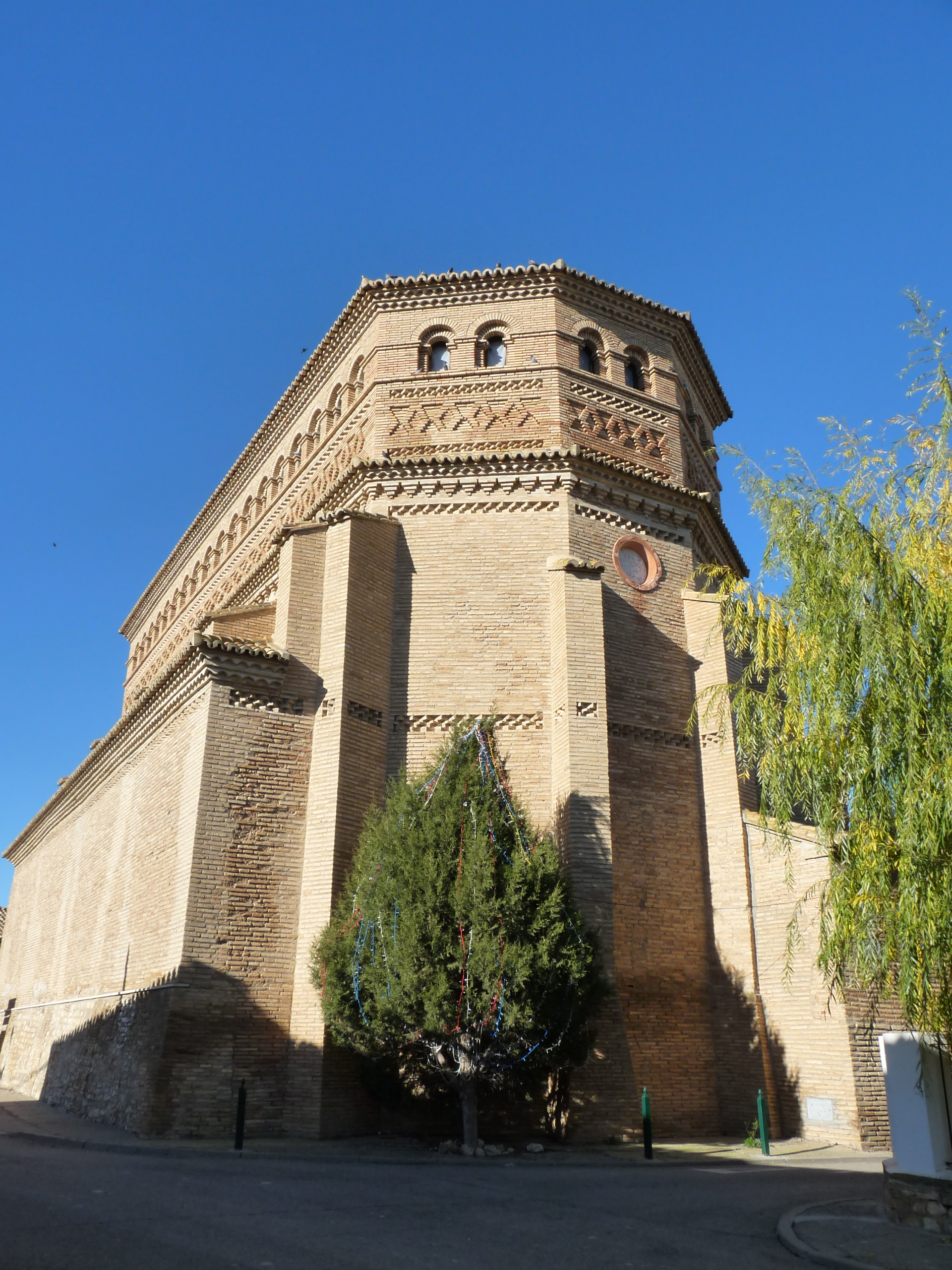
Ábside de la Iglesia de Perdiguera.
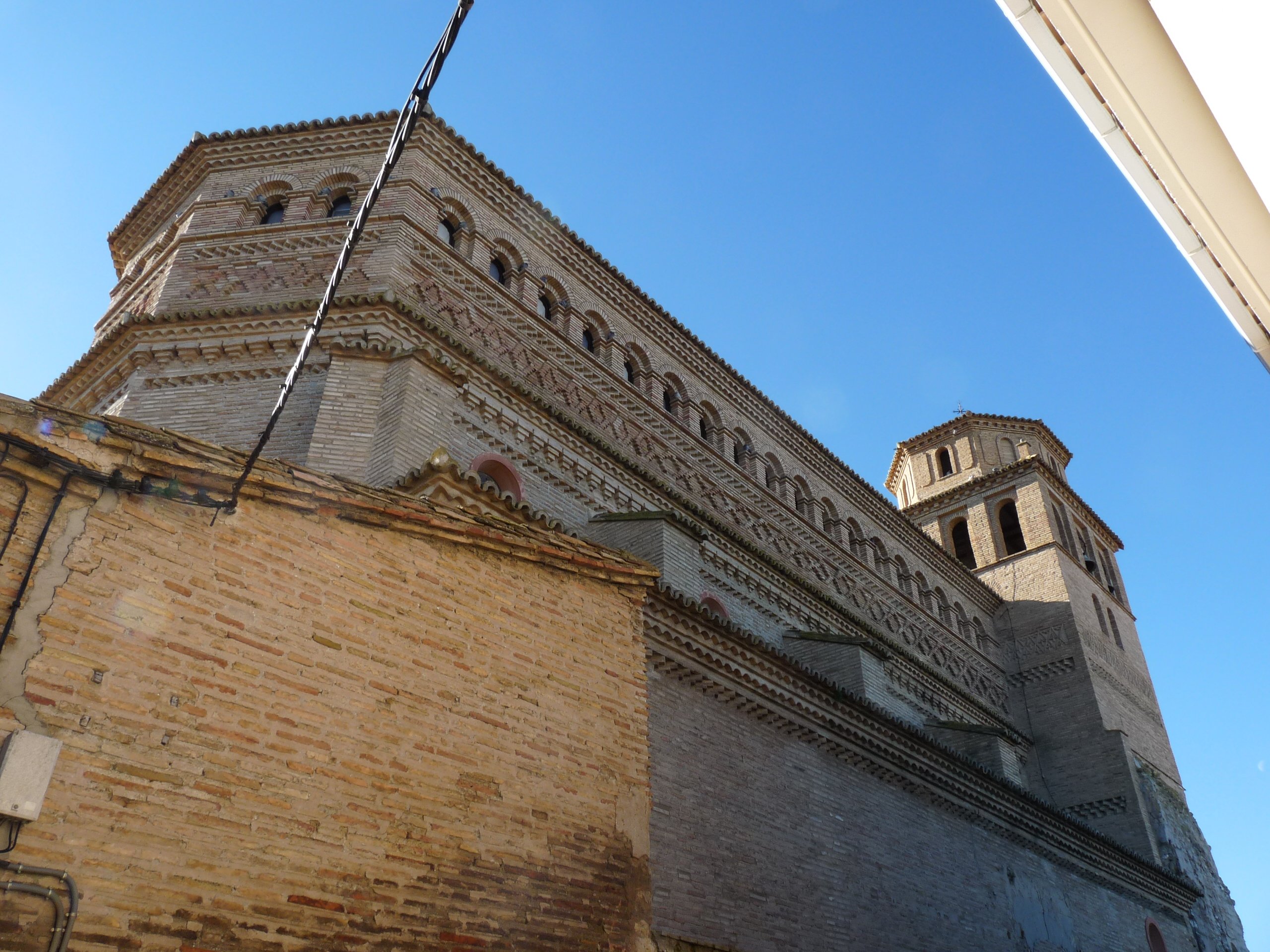
Lateral de la Iglesia de Perdiguera.
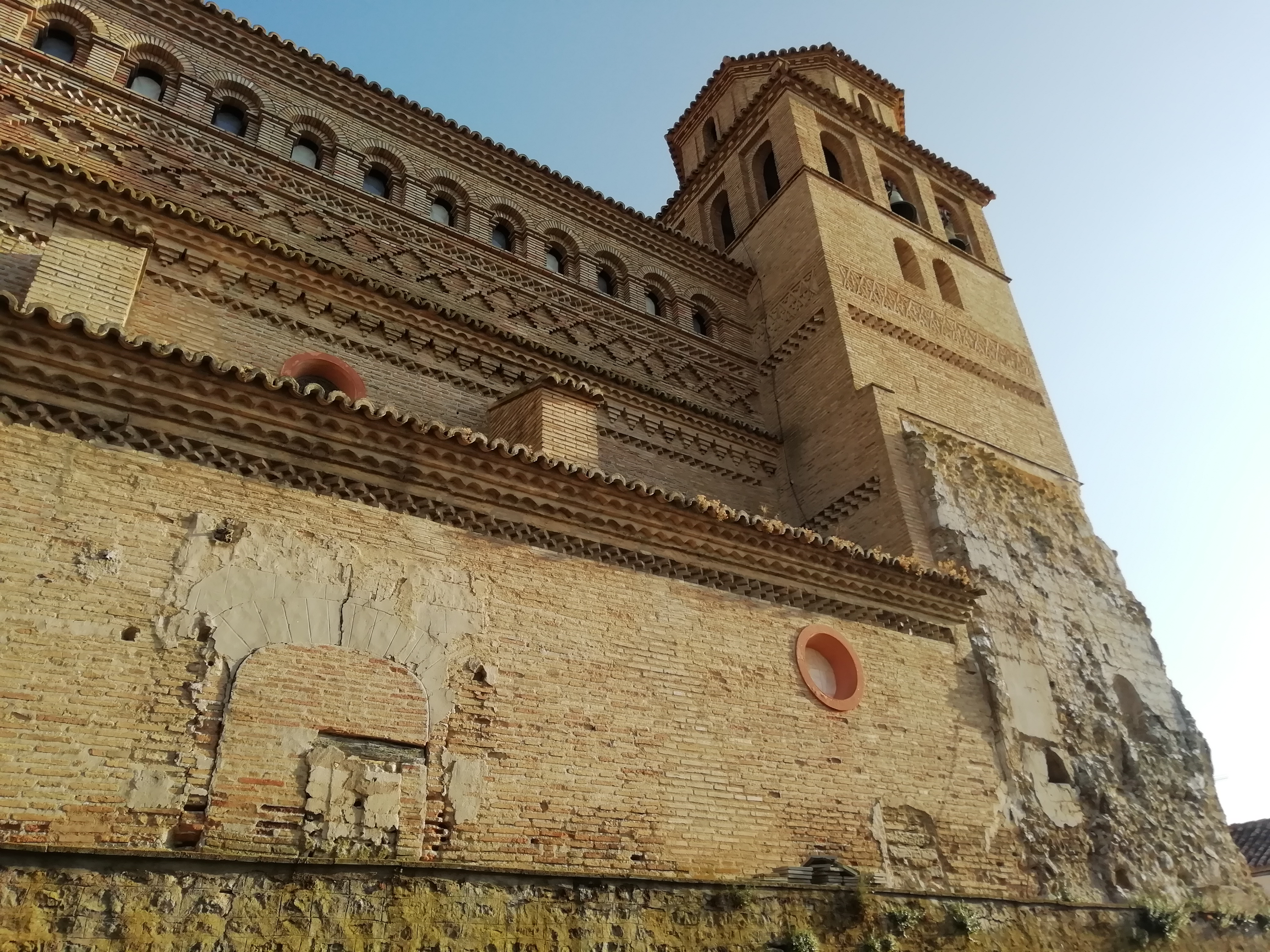
Lateral de la iglesia de Perdiguera donde se aprecia vestigios anteriores.

#### Órgano

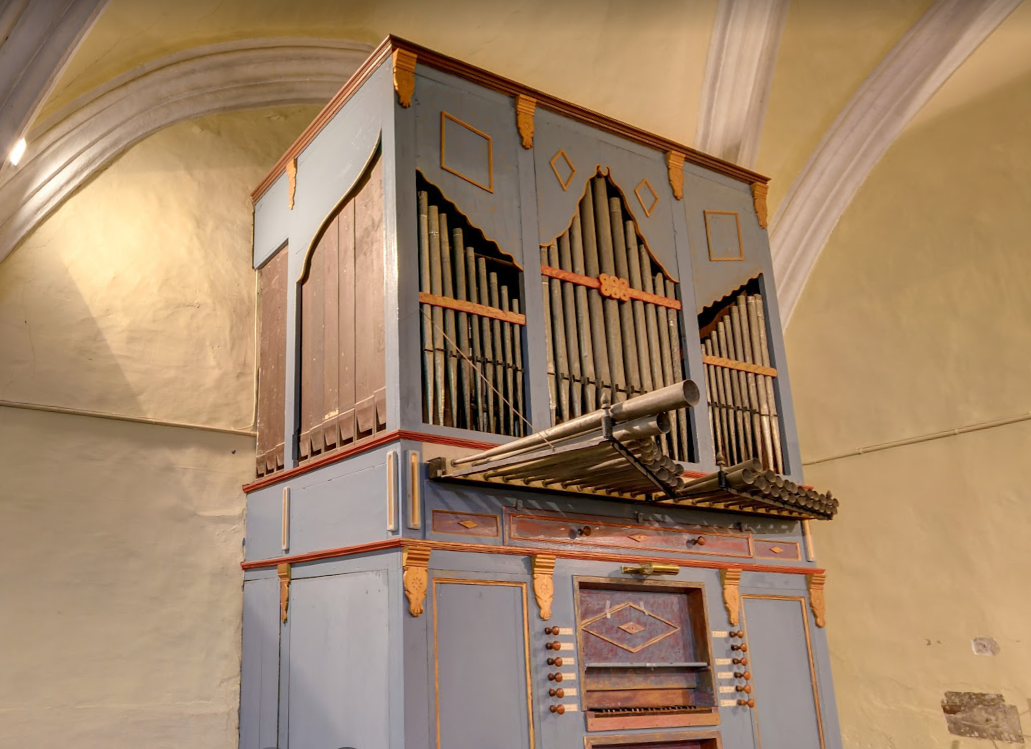
Órgano de "Pedro Roqués" en la Iglesia de Perdiguera

En el coro alto existe un órgano de estilo ibérico que data aproximadamente de la segunda mitad del siglo XIX. Cuenta con una caja simple que proviene de la escuela del organero Pedro Roqués. A lo largo de su historia ha sufrido algunas reformas e intervenciones aunque la tubería es bastante homogénea.

#### Rosario de Cristal
El rosario de cristal del Museo Parroquial está encabezado por una gran Cruz de Guía. Se compone de 15 faroles, representativos de los 15 misterios del rosario, y de 2 pasos.

### Ermitas de Perdiguera

#### Ermita de San José
Data del siglo XVII, aunque a lo largo de su historia ha sido reformada, lo que ha modificada su aspecto exterior respecto a la ermita original. El edificio se encuentra dentro del casco urbano, tiene planta rectangular con un porche en la entrada y dos pequeñas capillas en los laterales del tramo de la cabecera. Destacan sus bóvedas a base de yeserías de tradición mudéjar y unos restos de pinturas en la parte más antigua de la ermita. En el interior de la ermita también se puede apreciar una inscripción en la que se entiende como mecenas de la edificación a Pedro Murillo, natural de Perdiguera.

#### Ermita de Nuestra Señora de Asteruelas (Santa Engracia)
Restaurada entre los años 2000 y 2006. La ermita se cita ya en 1168 cuando Alfonso II concedió "la almunia que está en Monegros, llamada Asteruelas" a la abadía cisterciense del Salz (cerca de Zuera), predecesora de la de Rueda. 

#### Ermita de Santa Cruz
Está asociada a un pueblo medieval del siglo XII. Actualmente sólo se conservan sus ruinas. Seguramente la ermita pertenece al poblado cisterciense de Asteruelas. Está situada en un punto estratégico, ya que tuvo funciones de vigía y de guía para el acceso a sus propiedades. En 1809 sirvió de refugio a la población cuando tras la Batalla del Llano, los franceses entraron, saquearon y se asentaron en las casas del pueblo, mientras la ciudad de Zaragoza resistía el sitio hasta que finalmente capituló el 21 de febrero de 1809.

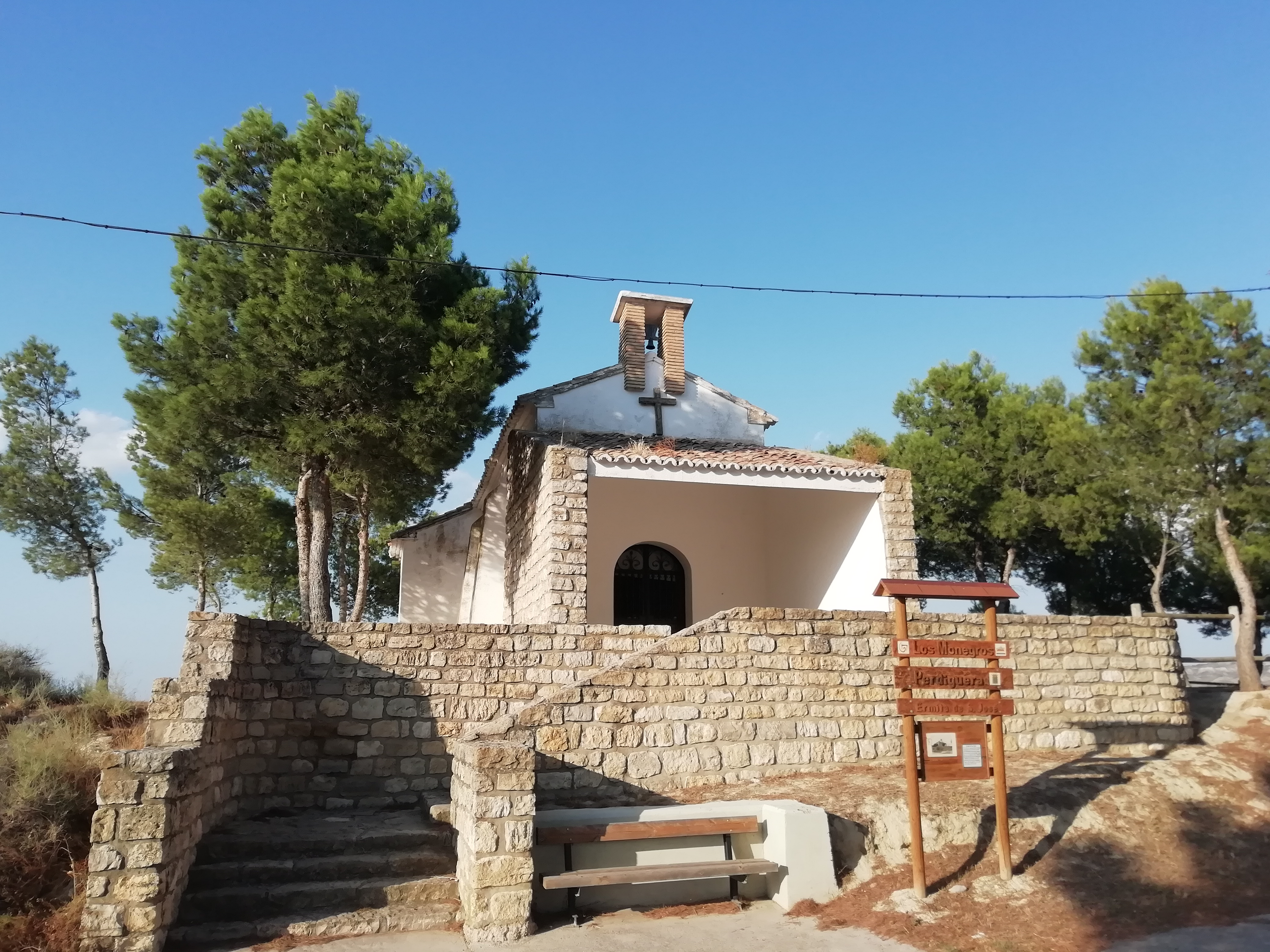
Ermita de San José de Perdiguera.
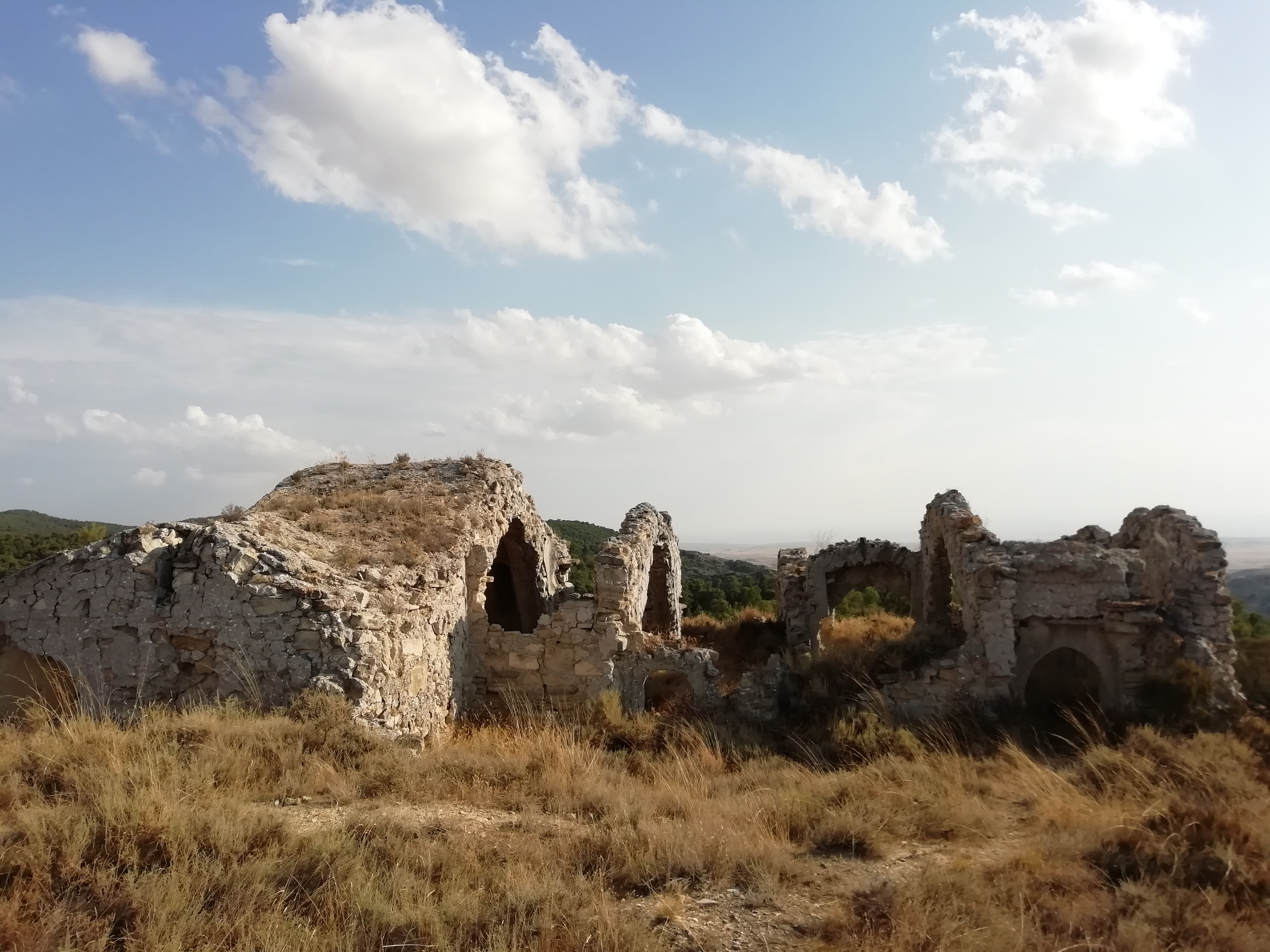
Ermita de Santa Cruz en la Sierra de Alcubierre (Perdiguera).
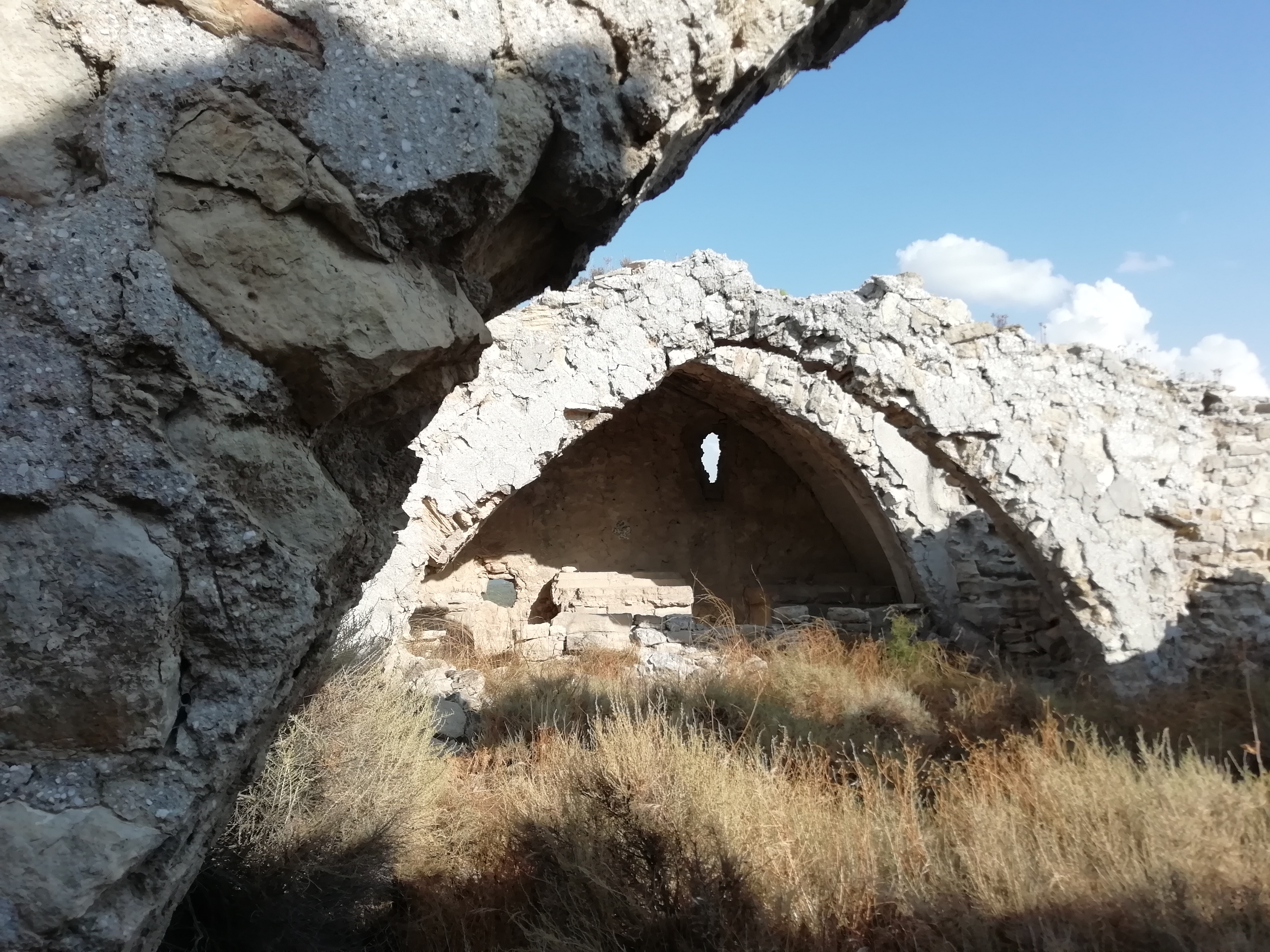
Interior de la ermita de Santa Cruz (Perdiguera).

### Brujas de Perdiguera
A pesar de que no hay documentados casos fiables de brujería en Perdiguera, según la tradición oral, en estas tierras hubo brujas que hacían tanto el bien como el mal según les parecía. Es probable es que estas mujeres fueran curanderas locales sabedoras de remedios y que su fama sería buena o mala en función del resultado que estos dieran. Lo que probablemente suscitaría diversas leyendas que quedarían reflejadas dentro del legendario mitológico aragonés.

#### Leyenda
En las inmediaciones de Perdiguera, hubo un hombre que tenía un mulo débil y enfermo el cual se estaba muriendo. Entonces, pasó una de estas brujas cerca del corral en el que estaba el mulo y le echó encima un refajo rojo. Al instante, el animal empezó a recuperarse y en poco tiempo estaba sano y fuerte, antes de que cantara el gallo. El hombre, muy agradecido, no se explicaba como había sucedido.
Por otro lado, el perro de este mismo hombre, fuerte y sano, se pasaba los días corriendo y ladrando. Algo que parece ser, le molestaba a esta mujer. Curiosamente, después de sanar el mulo, el perro empezó a padecer los mismos síntomas que había padecido el mulo, y al poco tiempo, el perro murió antes del amanecer.

## Festividades
- Fiestas mayores en honor a Santa Beatriz: El 29 de julio, pues en esa fecha llegaron al pueblo los restos de la Santa, en el año 1622.
- Fiestas menores en honor a San Isidro: El 15 de mayo, el Santo es patrono de los labradores.

## Personas notables
- Antonio Pertusa: Fue un rico comerciante nacido en Perdiguera a finales del siglo XIV aproximadamente. Construyó una capilla del santo de su nombre en la iglesia de Santa María de Perdiguera. En 1414 compró la propiedad de Asteruelas de los monjes Cistercienses de Rueda con la intención de cederla al Concejo de Perdiguera, para con sus rentas, sufragar la capellanía que fundó en la parroquial de Perdiguera. La viuda de Pertusa posteriormente, transfirió la propiedad al concejo en las condiciones previstas por su esposo.[19]
- Fray Juan del Horno y Antillón: (Perdiguera, 2 de marzo de 1578-Tarazona, 21 de diciembre de 1630) Religioso de la Orden de la Merced, historiador, vicario y procurador general. Su gran mérito fue haber sido un gran historiador, investigador y maestro de investigadores, influyendo en todos los historiadores de su época.[20]
- Martín Arruego Arruga (Perdiguera, 1744-1809). Murió el 20 de enero de 1809 defendiendo su pueblo de las tropas napoleónicas en los días previos a la Batalla del Llano (durante el Segundo Sitio de Zaragoza).[21]De familia infanzona, se casó con Manuela Arruga Alavés con quien tuvo en 1787 a Juan Martín Arruego Arruga,[22]que tomó el relevo de su padre, participando en dicha batalla.
- Gregorio Escuer Castelreanas (Perdiguera, 1751-1809). Voluntario en la Batalla del Llano en la que murió el 24 de enero de 1809. De linaje infanzón, pertenecía por su rama materna a una de las familias más antiguas de la zona.